# 郡山堀
郡山堀（こおりやまぼり）は、仙台藩・陸奥国名取郡郡山村（現・宮城県仙台市太白区郡山付近）の灌漑のため、同村の肝煎であった小倉三五郎により1854年（安政元年）から1855年（安政2年）にかけて開削された用水路である。現在も同地区の農業用水として利用されている。1928年（昭和3年）から一部が暗渠化されている。

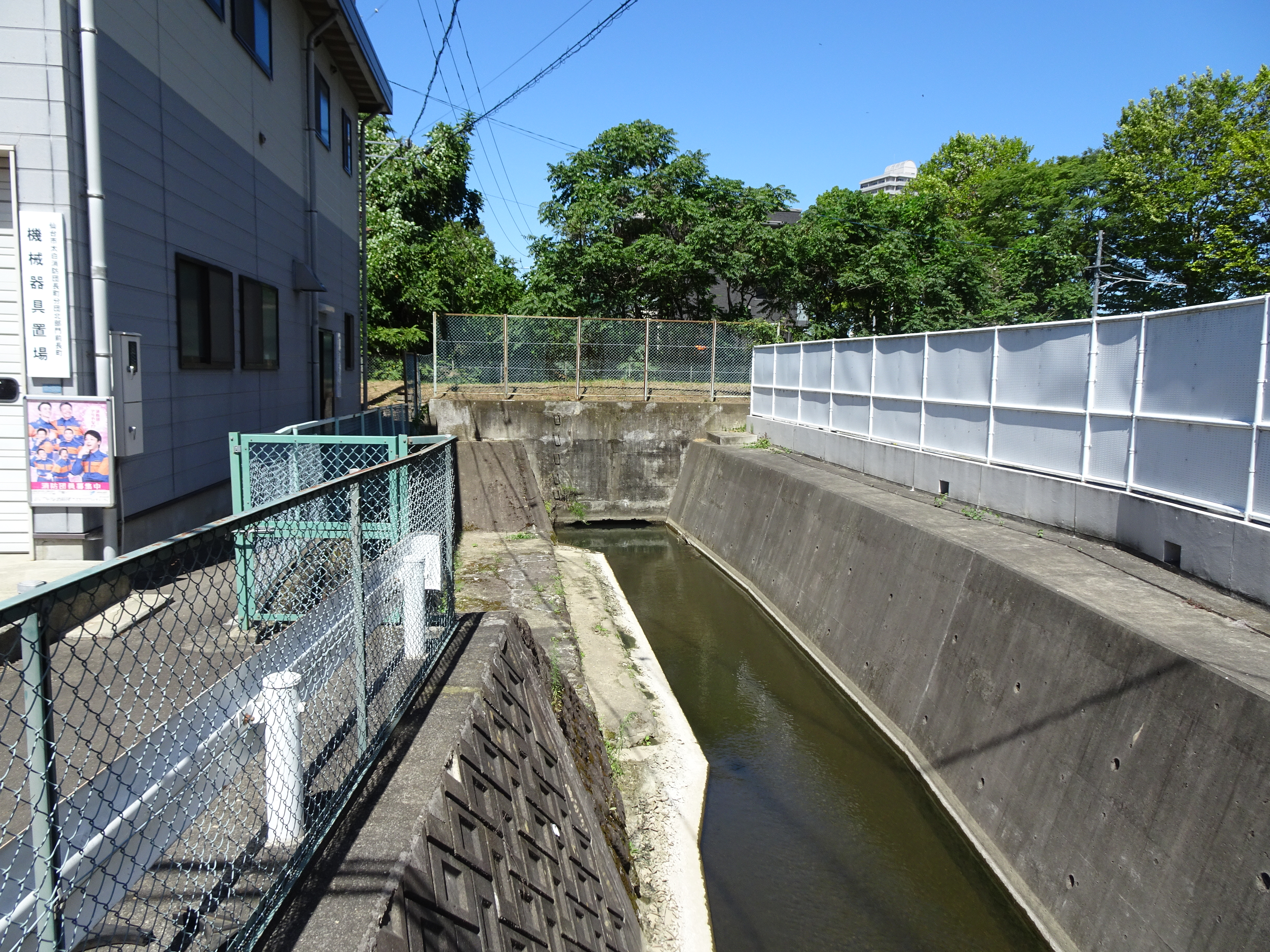
仙台市太白区長町一丁目付近

## 流路
太白区根岸町付近の広瀬川に設けられた郡山堰（北緯38度14分17.4秒 東経140度53分13.6秒 / 北緯38.238167度 東経140.887111度）から取水され、すぐにサイフォンで木流堀の下をくぐる（北緯38度14分11.3秒 東経140度53分12.1秒 / 北緯38.236472度 東経140.886694度）。
その先では暗渠となり（北緯38度14分10.3秒 東経140度53分12.3秒 / 北緯38.236194度 東経140.886750度）、市道長町北町西裏1号線に沿って南下したのち東に向きを変え、市道原町広岡線（旧奥州街道、旧国道4号）と交差し（北緯38度13分55.3秒 東経140度53分10.6秒 / 北緯38.232028度 東経140.886278度）、市道長町町東線に沿って東流して、本流は宮城県立聴覚支援学校脇（北緯38度13分40秒 東経140度53分27.6秒 / 北緯38.22778度 東経140.891000度）から開渠に戻る。
本流は南へ東へと流れながら分流がいくつか枝分かれし、東郡山排水樋門ゲートでふたたび広瀬川に合流する（北緯38度13分3.9秒 東経140度54分34.9秒 / 北緯38.217750度 東経140.909694度）。「天王掘」と称される分流は一部が暗渠化されているが、仙台市立東長町小学校脇を流れるなどし、旧笊川と合流して名取川に注ぐ（北緯38度12分32.4秒 東経140度54分25.4秒 / 北緯38.209000度 東経140.907056度）。

## 流路における研究
名取郡を南北に貫く奥州街道沿いに1612年（慶長17年）12月に設置された長町宿は、2つの村にまたがっており、以下のように南北に分かれた。
|        | 江戸時代～ 郡区町村編制法 | 1915年（大正4年） 町制施行 | 1968年（昭和43年） 住居表示実施 |
| ------ | ------------------------- | -------------------------- | ------------------------------- |
| 長町宿 | 名取郡根岸村・北長町      | 名取郡長町字北町           | 仙台市長町一丁目                |
| 長町宿 | 名取郡平岡村・南長町      | 名取郡長町字南町           | 仙台市長町三丁目                |

幕末に開削された郡山堀は上の表の南北の町丁の間を通っており、交差する奥州街道には長町中橋がこの郡山堀に架かっていた。なぜ南北の町丁の間に郡山堀を開削したのかは不明であるが、長町宿では南北の町の維持費は各々属する村の負担となっていたため、片方の町だけに通すと堀や橋の維持費も片方だけに負担が偏るという事情もあった。
また、郡山掘の流路は自然地形の傾斜を考慮して開削されたのは当然だが、流路の一部が郡山遺跡第二期官衙東縁や北目城址の周囲を囲むように開削されており、過去の遺構を利用したのではないかとの指摘もある。